# Paratettix uvarovi
Paratettix uvarovi är en insektsart som beskrevs av Semenov 1915. Paratettix uvarovi ingår i släktet Paratettix och familjen torngräshoppor. Inga underarter finns listade i Catalogue of Life.